# Various Phobias
Various Phobias är ett musikalbum av Jimmy Ågren och utgivet 2008.

## Låtlista
1. Smokin' France - 1:41
2. Little Devil - 4:09
3. Light Show Bob - 7:37
4. Blow Me Hard - 3:57
5. Jeff's House - 2:47
6. Goodnight Austin Texas - 3:20
7. 554023 - 2:55
8. Waitin' - 3:08
9. Various Phobias - 4:47
10. Durham Takeoff - 3:10
11. They Dont Care - 3:16
12. Mud Driller - 3:02

## Medverkande
- Jimmy Ågren - gitarr, bas, trummor, sång